# キーラン・ダウエル
キーラン・オニール・ドウェル（Kieran O'Neill Dowell、1997年10月10日 - ）は、イングランド・ランカシャー州オームスカーク出身のプロサッカー選手。レンジャーズFC所属。ポジションは、ミッドフィールダー。

## 経歴

### クラブ
7歳でエヴァートンFCのアカデミーに入団。2014年11月のUEFAヨーロッパリーグ・FCクラスノダール戦でクリスティアン・アツと交代しトップチームビュー。2016年4月のAFCボーンマス戦でプレミアリーグ初出場。
2017年8月、ノッティンガム・フォレストFCにレンタル移籍。同月のブレントフォードFC戦でプロ初ゴール。
2019年1月、シェフィールド・ユナイテッドFCにシーズン終了までのレンタル移籍。
2020年7月30日、ノリッジ・シティFCに3年契約で完全移籍。
2023年5月24日、レンジャーズFCに移籍した。

### 代表
各年代でイングランド代表に選出されている。優勝した2017 FIFA U-20ワールドカップではグループステージの韓国戦でゴールを挙げた。

## タイトル
U-20 イングランド代表
- FIFA U-20ワールドカップ: 2017